# 石鎚スキー場

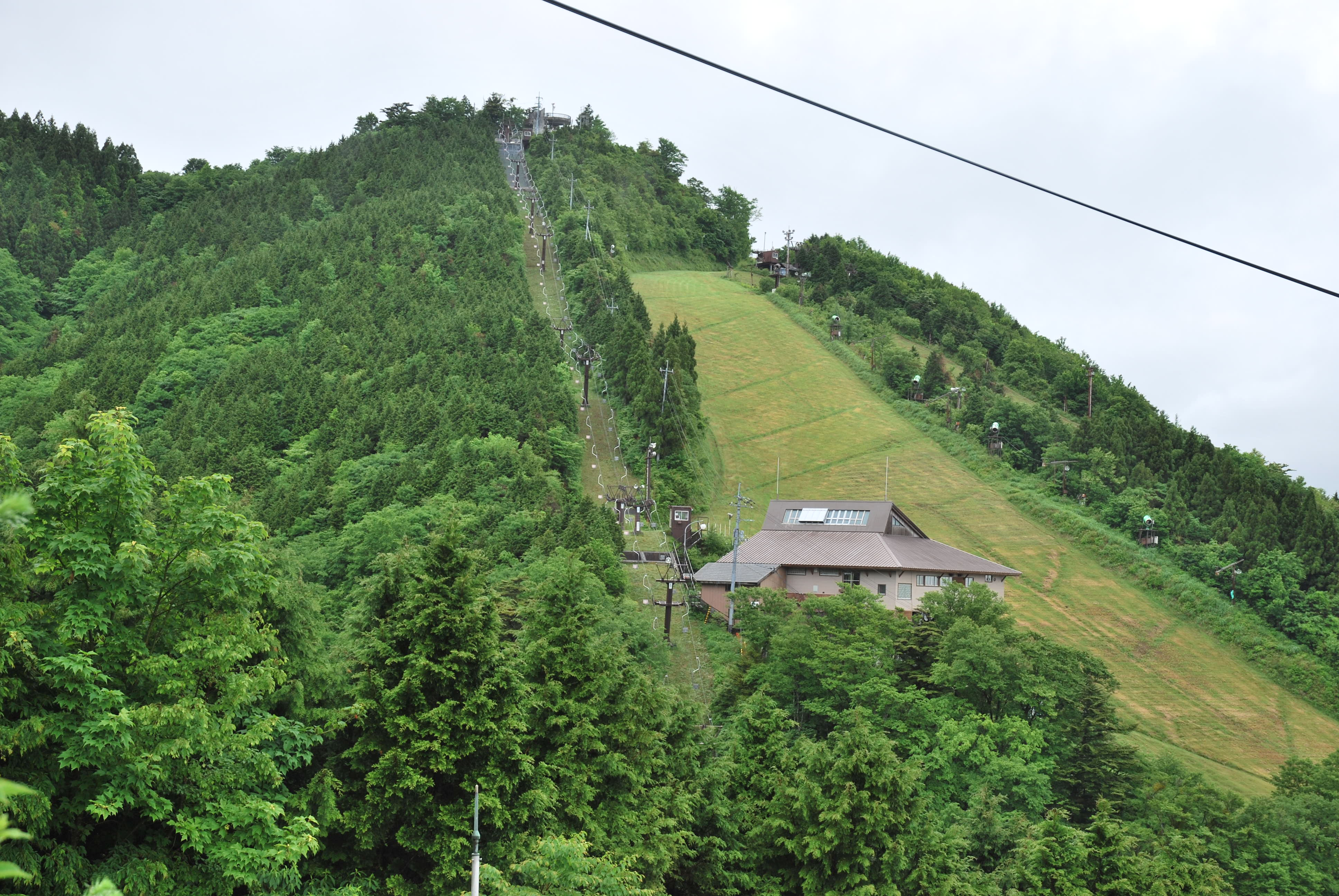
第1リフトとレストハウスと中級者コース

石鎚スキー場（いしづちスキーじょう）は、愛媛県西条市にあるスキー場である。標高が高いため、気温が低く雪質が良い。
瀬戸内海を望むことができる。
人工降雪機を備えている。例年、12月下旬にオープンし、滑走は3月上旬まで可能。

## 沿革
- 1985年 リフトを備えたスキー場としてオープン。

## コース
コースは3コースあり、初心者向けはCコースのみとなっている。
Aコースは中級者向けで距離は700mとなっている。 Bコース閉鎖時にはコース脇にモーグルバーンがある。
Bコースは上級社向けで距離が400mで急斜面が多く、コース脇にはモーグルバーンがある。
Cコースは距離200mで緩斜面の初心者向けのコースとなっている。

## リフト
- 石鎚スキー場第1シングルリフト
- 石鎚スキー場第3ペアリフト
- 石鎚スキー場第4ペアリフト
- 石鎚スキー場第6ペアリフト
- 石鎚登山ロープウェイ
  - 駐車場から山頂成就駅（ゲレンデ）までロープウェイで移動する。

## アクセス
- 車
  - いよ小松インターチェンジから一般道で約40分。